# 798 Ruth
Ruth (asteroide 798) é um asteroide da cintura principal com um diâmetro de 43,19 quilómetros, a 2,8895965 UA. Possui uma excentricidade de 0,0413488 e um período orbital de 1 911,42 dias (5,24 anos).
Ruth tem uma velocidade orbital média de 17,1555421 km/s e uma inclinação de 9,22952º.
Este asteroide foi descoberto em 21 de Novembro de 1914 por Max Wolf.